# Бохонок, Виталий Владимирович
Вита́лий Влади́мирович Бохо́нок (укр. Віталій Володимирович Бохонок; 25 марта 1991, Павловка — 29 июля 2022, Днепр) — украинский военнослужащий, майор, участник российско-украинской войны. Герой Украины (18 ноября 2022, посмертно).

## Биография
Бохонок Виталий Владимирович, майор, командир 2 парашютно-десантного батальона воинской части А1126, родился 25 марта 1991 года в селе Павловка Снигирёвского района Николаевской области.
В 1997 году пошёл в Щербановскую ООШ I—III ступеней имени Рябошапки, которую закончил в 2008 году. В 2008 году поступил на 1 курс Института физической культуры и спорта и кафедры военной подготовки Николаевского государственного университета имени В. А. Сухомлинского по специальности "Учитель физической культуры и предмета «Защита Отечества».
С 2012 по 2014 годы работал учителем физической культуры и предмета «Защита Отечества» в Николаевской ООШ I—III ступеней № 28.
В 2013 году окончил Николаевский национальный университет имени В. А. Сухомлинского и получил квалификацию учителя физической культуры и предмета «Защита Отечества».
24 марта 2014 года на основании указа Президента Украины от 17.03.2014 № 303 был призван на военную службу по мобилизации в воинскую часть А0224 на должность командира аэромобильного десантного взвода.
В январе 2015 года, во время обороны Донецкого аэропорта, получил огнестрельное осколочное ранение локтевого сустава.
22 марта 2015 года на основании приказа ПО НГШ № 56 от 08.03.2015 был уволен в запас и исключён из списков личного состава п/ч пп В4174 (А0224).
5 мая 2015 года на основании Указа Президента Украины от 14.01.2015 года № 15/2015 призван на военную службу в Вооружённые силы Украины в п/ч пп В0565, на должность слушателя.
12 мая 2015 года назначен командиром гранатометного взвода аэромобильно-десантного батальона в/ч пп В4174(А0224), ВОС — 0212003.
30 октября 2015 года назначен на должность командира гранатомётного взвода роты огневой поддержки аэромобильно-десантного батальона в/ч пп В4174, ВОС — 0212003.
С 18 декабря 2015 по 27 апреля 2016 годов проходил службу в должности заместителя командира роты-инструктора по ПДП роты огневой поддержки аэромобильно-десантного батальона в/ч пп В4174, ВОС — 0212003.
С 15 января 2018 года назначен на должность помощника начальника оперативного отделения штаба в/ч А0224.
С 24 июня 2019 года назначен на должность начальника штаба — первого заместителя командира 2 десантно-штурмового батальона в/ч А0224.
С 14 апреля 2022 года назначен на должность командира 2 парашютно-десантного батальона в/ч А1126.
С 7 мая по 15 мая 2022 года участвовал в боях в районе населённого пункта Новосёловка Донецкой области.
В период с 21 июня по 2 июля 2022 года участвовал в боях вблизи населенного пункта Волчеяровки Луганской области и Лисичанского МНС.
29 июля 2022 года умер в госпитале в Днепре от ран, полученных в бою.

## Награды
- Звание «Герой Украины» с удостоением ордена «Золотая Звезда» (18 июля 2022, посмертно) — за личное мужество и героизм, проявленные в защите государственного суверенитета и территориальной целостности Украины, верность военной присяге<[1].
- Орден Богдана Хмельницкого I степени (21 июня 2022) — за личное мужество и высокий профессионализм, проявленные в защите государственного суверенитета и территориальной целостности Украины, верность военной присяге[2].
- Орден Богдана Хмельницкого II степени (25 марта 2022) — за личное мужество и высокий профессионализм, проявленные в защите государственного суверенитета и территориальной целостности Украины, верность военной присяге[3].
- Орден Богдана Хмельницкого III степени (28 февраля 2019) — за личное мужество и высокий профессионализм, проявленные в защите государственного суверенитета и территориальной целостности Украины, верность военной присяге[4].